# Međuvršje
Međuvršje (izvirno srbsko Међувршје) je naselje v Srbiji, ki upravno spada pod Občino Čačak; slednja pa je del Moraviškega upravnega okraja.

## Demografija
V naselju, katerega izvirno (srbsko-cirilično) ime je Међувршје, živi 80 polnoletnih prebivalcev, pri čemer je njihova povprečna starost 52,3 let (49,6 pri moških in 55,0 pri ženskah). Naselje ima 34 gospodinjstev, pri čemer je povprečno število članov na gospodinjstvo 2,18.
To naselje je, glede na rezultate popisa iz leta 2002, večinoma srbsko.
|  |

| Demografija | Demografija     | Demografija     |
| Leto        | Št. prebivalcev | Št. prebivalcev |
| ----------- | --------------- | --------------- |
|             |                 |                 |
|             |                 |                 |
|             |                 |                 |
|             |                 |                 |
| 1948        | 231             |                 |
| 1953        | 293             |                 |
| 1961        | 169             |                 |
| 1971        | 130             |                 |
| 1981        | 126             |                 |
| 1991        | 122             | 110             |
| 2002        | 89              | 82              |
|             |                 |                 |

| Etnična sestava po popisu iz leta 2002 | Etnična sestava po popisu iz leta 2002 | Etnična sestava po popisu iz leta 2002 | Etnična sestava po popisu iz leta 2002 | Etnična sestava po popisu iz leta 2002 |
| -------------------------------------- | -------------------------------------- | -------------------------------------- | -------------------------------------- | -------------------------------------- |
| Srbi                                   | Srbi                                   |                                        | 78                                     | 95,12%                                 |
| Neznano                                | Neznano                                |                                        | 3                                      | 3,65%                                  |